# Jelcz 120M/2 LPG
Jelcz 120M/2 LPG – autobus miejski produkowany w latach 1999-2000 przez polską firmę Jelcz.

## Historia modelu
Produkcja tego modelu rozpoczęła się w 1999 roku. Była to druga po modelu 120MD próba stworzenia autobusu zasilanego gazem LPG na bazie modelu 120M.
Autobus wyposażony został w polski silnik WS Mielec MD111P2 o mocy maksymalnej 204 KM i 4-biegową manualna skrzynię S4-95. Posiadał 3 zbiorniki na gaz umieszczone pod podłogą przedziału pasażerskiego. Z przodu stosowano oś Jelcz NZ6A1, zaś z tyłu oś Jelcz MT 1032.A.
Model ten pozostawał w ofercie do 2003 roku, jednak jego ostatnie egzemplarze zostały wyprodukowane 3 lata wcześniej.